# Atle Merton
Atle Aschenbach Merton, född 5 maj 1934 i Flekkefjord, Vest-Agder, död 28 mars 2019, var en norsk skådespelare.
Merton var 1956–1959 engagerad vid Folketeatret, 1959–1961 vid Oslo Nye Teater, 1961–1964 vid Trøndelag Teater och 1965–1967 vid Det norske teatret. Vid sidan av teatern gjorde han tio film- och TV-roller 1954–1967. Han debuterade i Solvejg Eriksens Cecilia.

## Filmografi
- 1954 – Cecilia
- 1955 – Bedre enn sitt rykte
- 1956 – Ektemann alene
- 1958 – Lån meg din kone
- 1959 – Unga syndare
- 1961 – Strandhugg
- 1961 – Går ut i kveld
- 1962 – Nå gjør vi så...!
- 1964 – For å skjule sin nakenhet
- 1967 – Mannen som sänkte Bismarch